# 4166 Pontryagin
4166 Pontryagin је астероид главног астероидног појаса чија средња удаљеност од Сунца износи 2,608 астрономских јединица (АЈ).
Апсолутна магнитуда астероида је 12,5.